# Rolf A. Stein
Rolf Alfred Stein (* 13. Juni 1911 in Schwetz, Westpreußen; † 9. Oktober 1999 in Paris) war ein französischer Tibetologe, Sinologe und Religionswissenschaftler. Er hatte von 1951 bis 1974 den Lehrstuhl für Vergleichende Religionen des Fernen Ostens und Innerasiens an der École pratique des hautes études inne und war von 1966 bis 1981 Professor für Institutionen und Konzepte der chinesischen Welt am Collège de France.

## Leben
Rolf Alfred Stein wuchs in einer jüdischen Familie auf, die nach der Abtretung Westpreußens an Polen infolge des Versailler Vertrages 1919 nach Berlin zog. Er studierte Chinesisch am Seminar für Orientalische Sprachen in Berlin, wo er Ende März 1933 sein Diplom machte. Im Folgemonat floh er vor der antisemitischen Verfolgung durch die Nationalsozialisten nach Frankreich. Dort studierte er an der École nationale des langues orientales vivantes und machte dort 1934 ein weiteres Diplom in Chinesisch und 1936 außerdem eines in Japanisch. An der École pratique des hautes études (EPHE) studierte er bei Marcel Granet und Henri Maspero Sinologie, bei Jacques Bacot und Marcelle Lalou Tibetologie sowie bei Paul Pelliot Mongolistik und zentralasiatische Studien. Zudem besuchte er Vorlesungen zu Religionen schriftloser Völker bei Marcel Mauss und zu Religionen Indochinas bei Édouard Mestre. Er schloss 1937 an der Universität von Paris (Sorbonne) die licence ès lettres ab.
Am 30. August 1939 – unmittelbar vor Ausbruch des Zweiten Weltkriegs – wurde er französischer Staatsbürger. Die Académie des inscriptions et belles-lettres schlug Stein 1940 als Mitglied der École française d’Extrême-Orient (EFEO) vor, die Mitgliedschaft wurde ihm jedoch aufgrund der antisemitischen Gesetze des Vichy-Regimes verweigert und erst nach der Befreiung Frankreichs 1945 gewährt. Während des Zweiten Weltkrieges arbeitete er als Übersetzer für Chinesisch und Japanisch beim Generalstab und der Postkontrolle in Französisch-Indochina, wo er 1945 in japanische Gefangenschaft geriet. Von 1946 bis 1948 war Stein am Chinesisch-französischen Zentrum für sinologische Studien in Peking tätig, von wo aus er auch Forschungsreisen in die Innere Mongolei, an die Grenze des damals noch unabhängigen Tibet und nach Yunnan unternahm.
1949 wurde er zum Professor für Tibetisch und klassisches Chinesisch an der École des langues orientales ernannt. Von 1951 bis 1975 war Rolf Alfred Stein directeur d’études (entspricht einem Professor) in der religionswissenschaftlichen Sektion der École pratique des hautes études (EPHE), wo er den Lehrstuhl für Religionen Chinas und Innerasiens bzw. ab 1958 für Vergleichende Religionen des Fernen Ostens und Innerasiens innehatte. Er unternahm 1954 und 1960 jeweils mehrmonatige Forschungsreisen ins Himalaya und nach Sikkim. Aufgrund mehrerer Schriften – unter anderem über das tibetische Gesar-Epos – verlieh ihm die Universität von Paris 1960 das Doctorat d’État (entspricht etwa einer Habilitation).
Von 1966 bis 1982 war er außerdem Professor am Collège de France, wo er den Lehrstuhl für Étude du monde chinois: institutions et concepts („Studien der chinesischen Welt – Institutionen und Konzepte“) innehatte. Die Rheinische Friedrich-Wilhelms-Universität Bonn verlieh Stein 1977 die Ehrendoktorwürde (und besuchte aus diesem Anlass zum ersten Mal seit seiner Flucht 1933 Deutschland). 1993 wurde er als korrespondierendes Mitglied in die British Academy gewählt.
Zu seinen bekanntesten Schülern zählen Anne-Marie Blondeau, Ariane Macdonald-Spanien, Samten Karmay, Yamaguchi Zuiho und Yoshiro Imaeda.

## Werke (Auswahl)
- Die Kultur Tibets. Aus dem Französischen übersetzt von Helga Uebach. Illustriert von Lobsang Tendsin. Illustriert von Lobsang Tendsin. Ed. Weber, Berlin 1993, ISBN 3-929660-05-9